# تورویک، استان لوبلین
تورویک، استان لوبلین (به لاتین: Turowiec, Lublin Voivodeship) یک منطقهٔ مسکونی در لهستان است که در Gmina Wojsławice واقع شده‌است.